# Paul Löbe
Paul Gustav Emil Löbe, né le 14 décembre 1875 à Liegnitz (province de Silésie) et mort le 3 août 1967 à Bonn (Allemagne), est un homme politique allemand (SPD) qui a été deux fois président du Reichstag, de 1920 à 1924 et de 1925 à 1932.

## Biographie
Löbe rejoint le SPD en 1895. De 1915 à 1920, il est député au parlement provincial de Silésie (de). Après la révolution allemande de 1918-1919 il est élu à la vice-présidence de l'Assemblée nationale de Weimar. Membre du Reichstag de 1920 à 1933, il en assure la présidence de 1920 à 1924, puis de 1925 et 1932. Après la prise du pouvoir par les nazis, il occupe brièvement la direction du Parti social-démocrate jusqu'à son interdiction le 22 juin 1933. Il est emprisonné le lendemain, mais libéré à la fin de l'année. Après le complot du 20 juillet 1944 il est de nouveau emprisonné en raison de ses liens avec le cercle de Carl Friedrich Goerdeler, interrogé par la Gestapo et déporté  au camp de concentration de Gross-Rosen.
Après la Seconde Guerre mondiale, il a contribué à la reconstruction de la SPD. Löbe a été un membre du Conseil parlementaire entre 1948 et 1949 et vice-président du SPD. De 1949 à 1953, il a été membre du parlement ouest-allemand Bundestag à Bonn.

## Hommage
Une partie importante des bâtiments construit dans les années 1990 situés à proximité du palais du Reichstag à Berlin, abritant les bureaux du parlement fédéral allemand, ont été baptisés en sa mémoire Paul-Löbe-Haus (de).